# Tir als Jocs Olímpics d'estiu de 1920 - Tir al cérvol, doble tret
La competició de tir al cérvol, doble tret va ser una de les vint-i-una proves del programa de Tir dels Jocs Olímpics d'Anvers de 1920. Es disputà el 27 de juliol de 1920 i hi van prendre part 8 tiradors procedents de 3 nacions diferents.

## Medallistes
| Or                     | Plata                   | Bronze             |
| Ole Lilloe-Olsen (NOR) | Fredric Landelius (SWE) | Einar Liberg (NOR) |

## Resultats
| Pos.   | Tirador            | Nació        | Punts |
| ------ | ------------------ | ------------ | ----- |
| Or     | Ole Lilloe-Olsen   | Noruega      | 82    |
| Plata  | Fredric Landelius  | Suècia       | 77    |
| Bronze | Einar Liberg       | Noruega      | 71    |
| -      | Lawrence Nuesslein | Estats Units | 64    |
| -      | Thomas Brown       | Estats Units | 63    |
| -      | Lloyd Spooner      | Estats Units | 62    |
| -      | Joseph Jackson     | Estats Units | 61    |
| -      | Willis Lee         | Estats Units | 53    |